# Codi Lyoko: Evolució
Codi Lyoko: Evolució (títol original en francès: Code Lyoko: Evolution) és la cinquena temporada de la sèrie de televisió francesa Codi: Lyoko creada per MoonScoop. Es va estrenar el 19 de desembre del 2012 a França. La temporada té 26 capítols. Abans de la seva estrena s'havia llançat un videojoc social en Facebook.

## Característiques de la temporada
En Jeremie, l'Aelita, la Yumi, l'Odd i l'Ulrich venen com mai no ho havien fet: els personatges són interpretats per actors reals, així com els llocs a la Terra, però a Lyoko segueixen en animació CGI 3D. MoonScoop va iniciar un petit càsting per a nois i noies francesos d'edats compreses entre els 14 i els 18 anys, per decidir qui interpretaria al món real els personatges de la sèrie. El càsting va acabar l'1 d'abril del 2012 i els adolescents que interpretarien els personatges de la sèrie van ser seleccionats, i es van conèixer. El rodatge va començar el 2 de juliol del 2012 i a partir d'aquest moment van gravar vuit setmanes seguides, i van acabar el 30 d'agost. Però l'animació 3D va acabar al novembre del 2012, i la sèrie es va estrenar a França el 19 de desembre del 2012.
El XANA torna a la sèrie. Els Ninges són uns nous enemics que van ser confirmats fa un temps, controlats pel professor Tyron, un nou antagonista afegit a Codi Lyoko: Evolució que estava previst que s'afegís a la temporada 4 amb el nom d'Alan Meyer però no hi havia espai per a ell.
Hi ha un nou territori anomenat Còrtex, una nova rèplica de Codi Lyoko: Evolució creada pel professor Tyron, el nou antagonista. Aquesta rèplica està connectada directament amb el superordinador. El terra d'aquest territori està compost d'elements que es connecten als mòduls entre si per formar el panorama mundial. Aquest terra canvia, i els Guerrers de Lyoko necessitaran un nou vehicle: el Megapod. Es compon de molts eixos i tubs que envolten una petita esfera, on es troba el nucli de Còrtex. En aquest sector l'Aelita troba indicis de la seva mare, l'Anthea Hopper, on la torna a trobar després de molt de temps, però no s'arriben a veure en persona.
Una altra de les grans novetats és que hi ha una setena protagonista interpretada per Pauline Serieys, i es diu Laura Gauthier.

## Repartiment
Aquests són els actors que interpreten els personatges a Codi Lyoko: Evolució.
| Personatge                           | Actor/Actriu        |
| ------------------------------------ | ------------------- |
| Jeremie Belpois                      | Marin Lafitte       |
| Aelita Schaeffer                     | Léonie Berthonnaud  |
| Ulrich Stern                         | Quentin Merabet     |
| Yumi Ishiyama                        | Mélanie Tran        |
| Odd Della Robbia                     | Gulliver Bevernaege |
| William Dunbar                       | Diego Mestanza      |
| Laura Gauthier                       | Pauline Serieys     |
| Jim Morales                          | Bastien Thelliez    |
| Jean-Pierre Delmas                   | Eric Soubelet       |
| Suzanne Hertz                        | Sophie Fougère      |
| Elisabeth "Sissi" Delmas             | Clemency Haynes     |
| Franz Hopper / Waldo Franz Schaeffer | Hugues Massignat    |
| Anthea Hopper                        | Sandrine Rigaux     |
| Professor Tyron                      | Franck Beckmann     |
| Samantha Knight                      | Louise Vallat       |